# Kagramanly
Kagramanly (azerbajdzjanska: Qəhrəmanlı) är en ort i Azerbajdzjan.   Den ligger i distriktet Bejläqan, i den centrala delen av landet, 200 km väster om huvudstaden Baku. Kagramanly ligger 60 meter över havet och antalet invånare är 2 032.
Terrängen runt Kagramanly är platt. Närmaste större samhälle är Shakhsevan Pervoye, 8,6 km sydost om Kagramanly.
Trakten runt Kagramanly består till största delen av jordbruksmark. Runt Kagramanly är det ganska tätbefolkat, med 72 invånare per kvadratkilometer.